# Litoria fallax
Espèce
Synonymes
- Hylomantis fallax Peters, 1880
- Hyla bicolor glauerti Copland, 1957

Statut de conservation UICN

 LC  : Préoccupation mineure
Litoria fallax est une espèce d'amphibiens de la famille des Pelodryadidae.

## Répartition

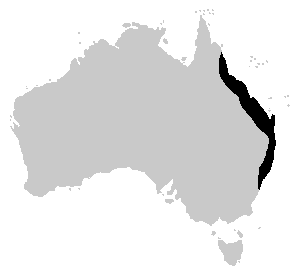
Aire de distribution

Cette espèce est originellement endémique d'Australie. Elle se rencontre sur la côte orientale des environs de Cairns au Queensland aux environs d'Ulladulla en Nouvelle-Galles du Sud et sur l'île Fraser. Elle se rencontre sur environ 297 700 km2.
Elle a été introduite à Guam.

## Écologie et habitat
Cette grenouille est associée à une grande variété d'habitats côtiers, comme les marais, les lagunes, les barrages, les fossés et les bassins des bois, landes et terres agricoles. Elle vit dans les roseaux et autres plantes près ou loin de l'eau. Elle vit souvent dans les bananiers des régions du Nord de l'Australie et sont parfois emmenées avec les régimes de bananes à travers le pays.

## Description

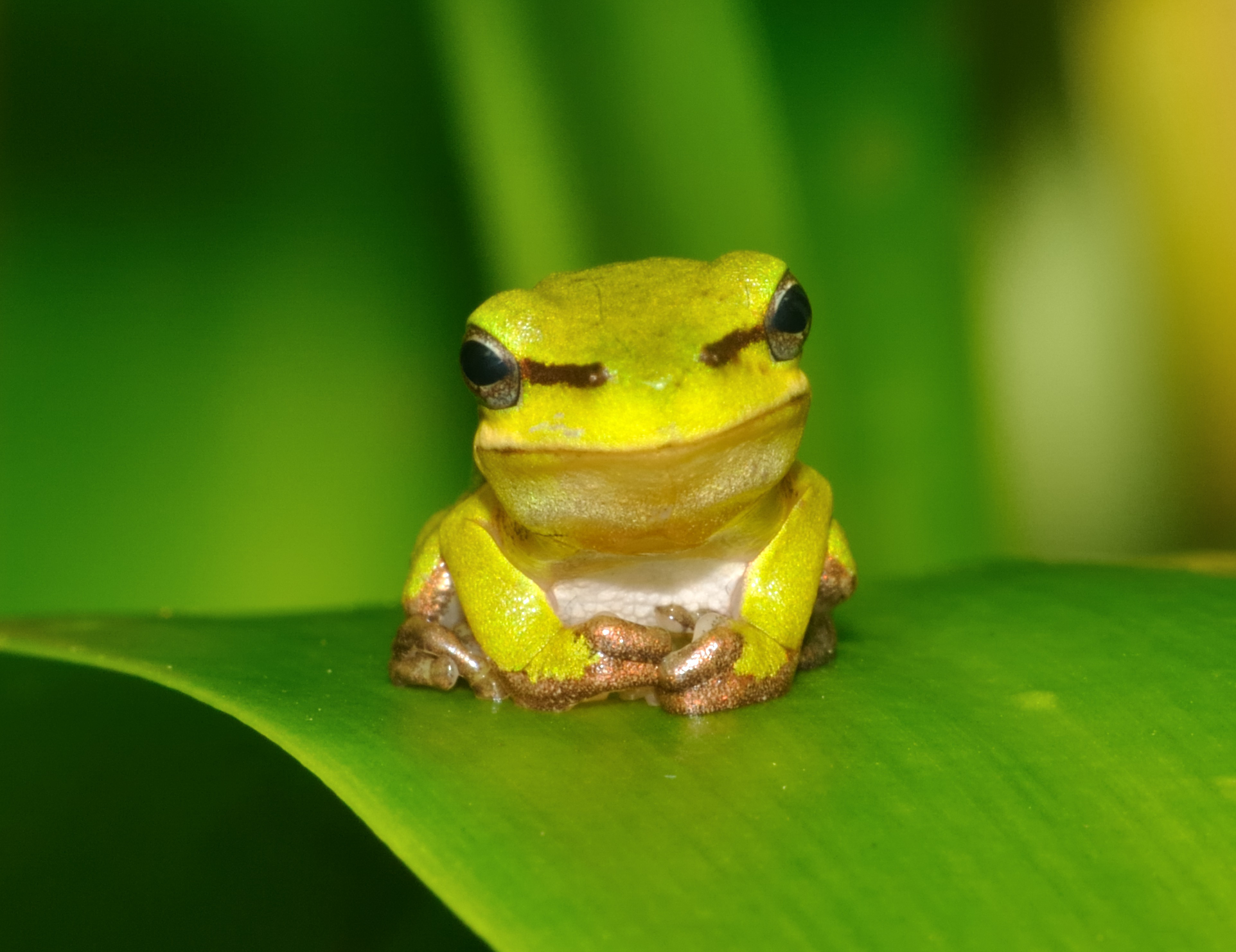
Litoria fallax

Cette grenouille arboricole est de couleur variable (selon la température et la couleur du milieu environnant), de beige à vert clair sur le dessus, avec parfois de petites taches noires sur le dos. Une ligne blanche débute sous les yeux et rejoint le ventre blanc. Une ligne brune commence au niveau de la narine et se continue jusqu'à l'œil puis entre le vert (ou beige) et blanc du haut et du bas du corps. Cette espèce possède des ventouses au niveau des doigts qui ne sont que légèrement plus grandes que les doigts et les doigts sont palmés aux trois quarts. Certains individus ont la partie postérieure de la cuisse orange.
Les mâles mesurent de 22 à 26 mm et les femelles de 25 à 32 mm.
Les têtards mesurent de un à 1,3 mm à la métamorphose.

## Reproduction

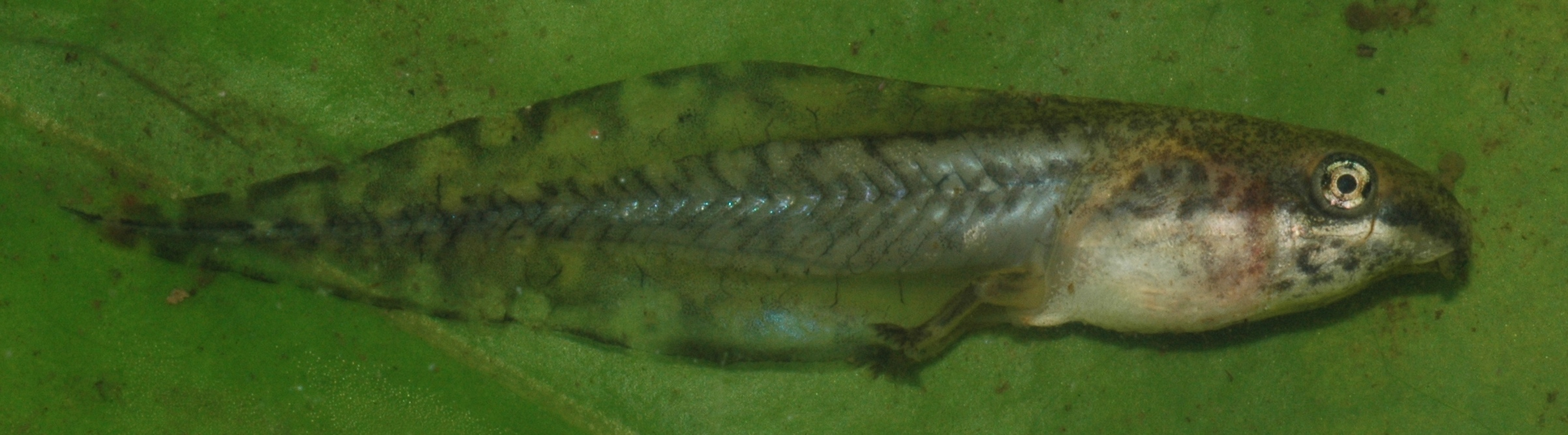
Têtard.

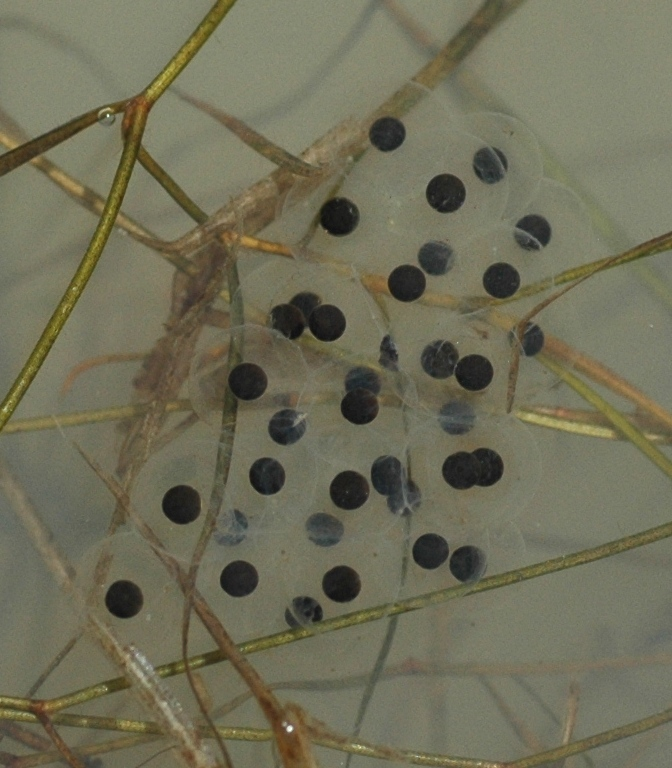
Œufs.

Elle se reproduit dans les retenues d'eau qui ont beaucoup de roseaux ou d'autres végétaux émergents, souvent dans des eaux temporaires.
Environ 200-300 œufs sont pondus à chaque amplexus et chaque bouquet d'œufs peut contenir jusqu'à 35 œufs. Le têtard a une durée de vie minimum de 118 jours, à une température de 20 °C. La métamorphose se produit de janvier à mars, les jeunes grenouilles ressemblent à des adultes mais sont très petites et font seulement 9 à 13 mm de longueur.

## Coassement
Son appel est un court et aigu, wr-ee-ek ip-ip, répété trois ou quatre fois. Elle émet son appel à partir d'un seul sac vocal submandibulaire. Les mâles lancent leur appel au cours du printemps et de l'été, souvent avant et après de fortes pluies.

## Galerie

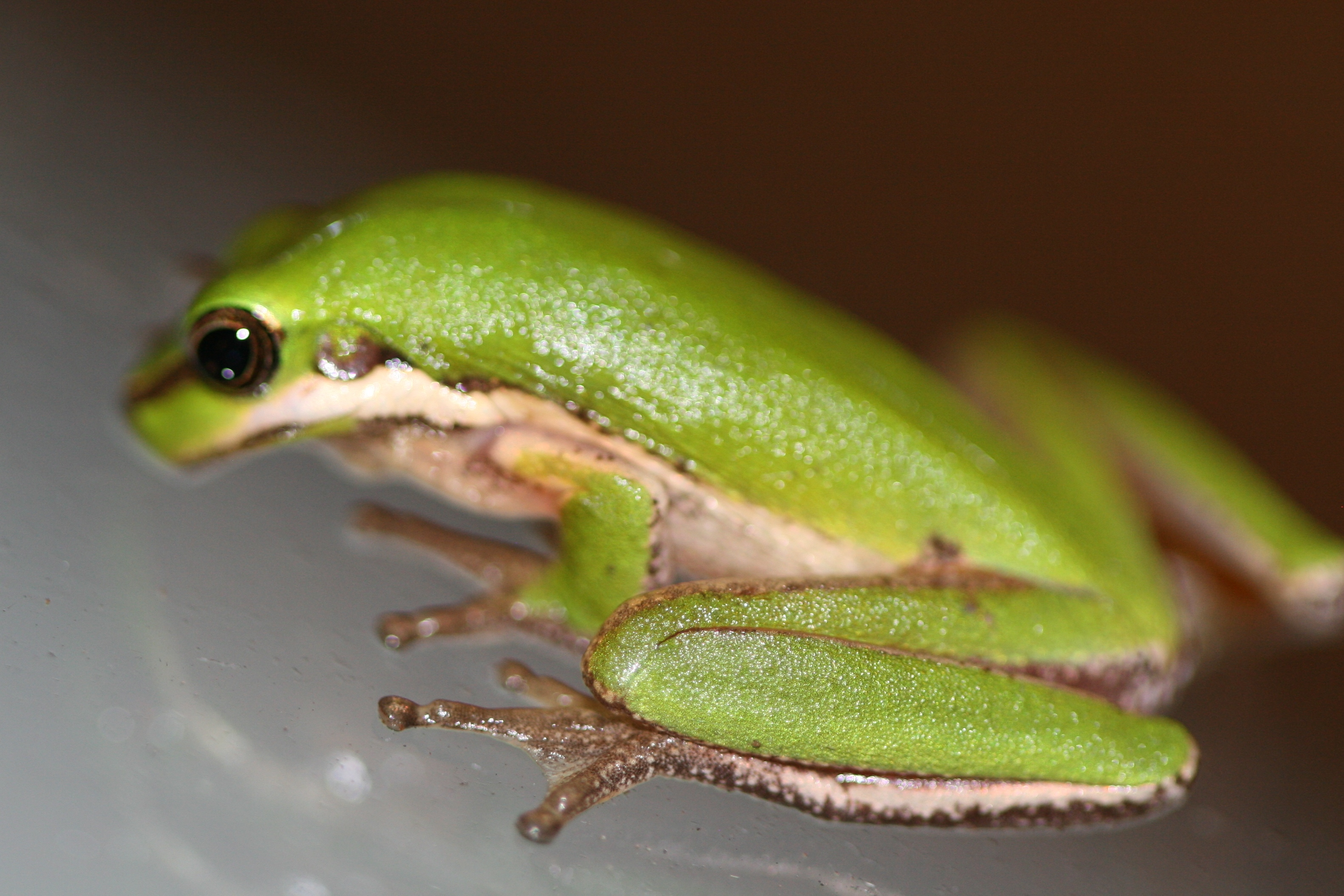
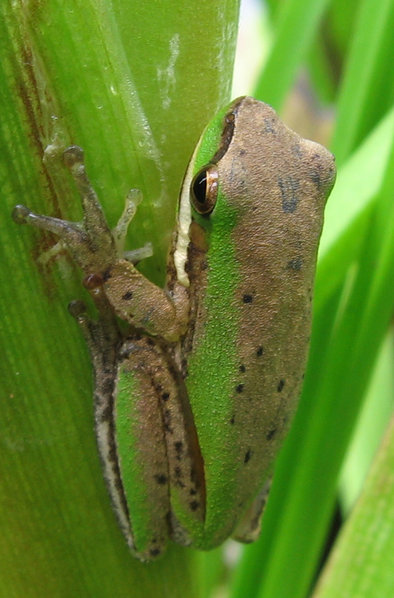
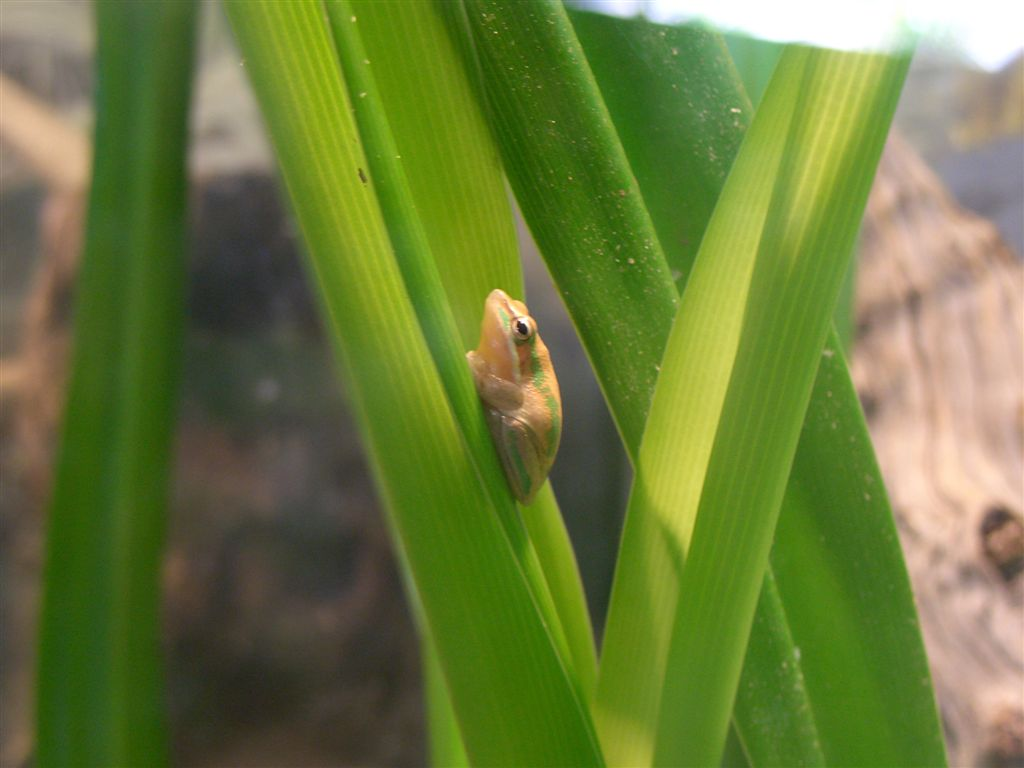
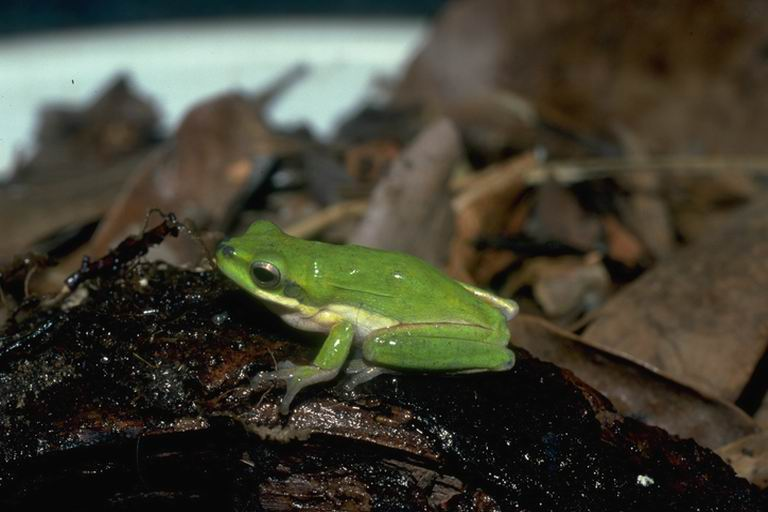
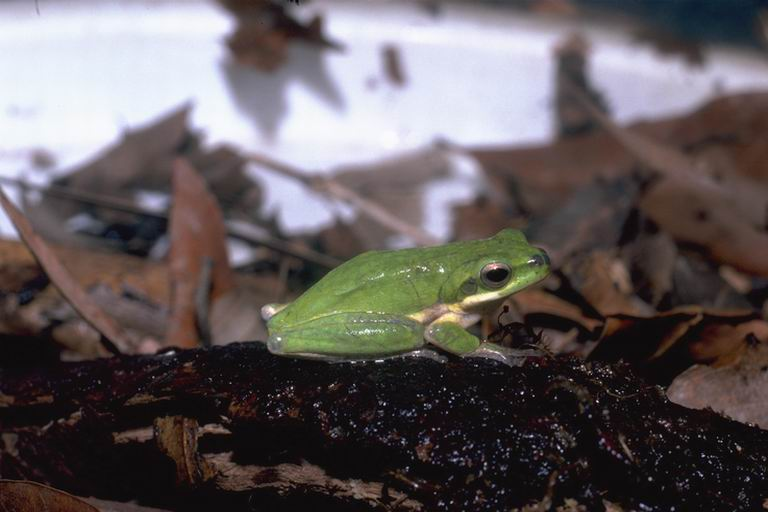

## Publication originale
- Peters, 1880 : Über neue oder weniger bekannte Amphibien des Berliner zoologischen Museums (Leposoma dispar, Monopeltis (Phractogonus) jugularis, Typhlops depressus, Leptocalamus trilineatus, Xenodon punctatus, Elapomorphus erythronotus, Hylomantis fallax). Monatsberichte der Königlich Preussischen Akademie der Wissenschaften zu Berlin, vol. 1, p. 217-225 (texte intégral).